# Scala di colori
Per scala di colori si intende un sistema di codificazione standardizzato per l'identificazione univoca dei colori. I sistemi di standardizzazione cambiano a seconda dell'ambito di utilizzo (tipografia, fotografia, grafica video o per computer, colori per edilizia eccetera).
Attualmente si utilizzano diversi sistemi di riferimento:
- RAL
- NCS
- Pantone
- RGB